# گراینتسن
گراینتسن (به آلمانی: Grinzens) یک منطقهٔ مسکونی در اتریش است که در اینسبروک لند واقع شده‌است. گراینتسن ۲۸٫۷۱ کیلومتر مربع مساحت دارد ۹۴۵ متر بالاتر از سطح دریا واقع شده‌است.